# Rudolf Kloiber
Rudolf Kloiber (* 14. November 1899 in München; † 12. Dezember 1973 ebenda) war ein deutscher Dirigent, Musikwissenschaftler und Musikschriftsteller.
Rudolf Kloiber studierte an der Akademie der Tonkunst München Dirigieren, Klavier, Musiktheorie und Opernregie, sowie an der Ludwig-Maximilians-Universität Musikwissenschaft. In diesem Fach promovierte er 1928 über den Komponisten Christian Cannabich. Ab 1921 wirkte er als Opern- und Konzertdirigent, ab 1935 am Theater Regensburg und von 1950 bis 1958 beim Schwäbischen Symphonie-Orchester in Reutlingen, der späteren Württembergischen Philharmonie.
Besonders bekannt wurde er als Verfasser verschiedener Musikhandbücher, die sich wegen ihrer sachlichen und fundierten Darstellungsweise bis heute großer Beliebtheit erfreuen.

## Werke
- Rudolf Kloiber: Die dramatischen Ballette von Christian Cannabich. Inaugural-Dissertation. 1928 (eingeschränkte Vorschau in der Google-Buchsuche).
- Rudolf Kloiber, Wulf Konold, Robert Maschka: Handbuch der Oper. Neuausgabe. 11., durchgesehene Auflage. Bärenreiter/dtv, Kassel u. a./München 2006 (1951), ISBN 3-423-34132-7
- Rudolf Kloiber: Handbuch der klassischen und romantischen Symphonie. 2. erweiterte Auflage. Breitkopf & Härtel, Wiesbaden 1976 (1964), ISBN 3-7651-0017-X
- Rudolf Kloiber: Handbuch der Symphonischen Dichtung. 3. Auflage. Breitkopf & Härtel, Wiesbaden 1990 (1967), ISBN 3-7651-0018-8
- Rudolf Kloiber: Handbuch des Instrumentalkonzerts.
  - Band 1: Vom Barock zur Klassik. Breitkopf & Härtel, Wiesbaden 1972, ISBN 3-7651-0052-8
  - Band 2: Von der Romantik bis zu den Begründern der Neuen Musik. 3. revidierte Auflage. Breitkopf & Härtel, Wiesbaden 1987 (1973), ISBN 3-7651-0064-1